# Selena Fox
Selena Fox (născută la 20 octombrie 1949 în Arlington, Virginia  ) este o preoteasă wiccană, preot interconfesional, ecologist, păgână, autoare și lector în domeniul studiilor păgâne, ecopsihologie și religie comparată. 
Fox este consilier și psihoterapeut instruit, cu un BS cum laude în psihologie de la Colegiul William & Mary în 1971 și un MS în consiliere de la Universitatea din Wisconsin-Madison în 1995, unde teza sa a fost intitulată Când Zeița este Dumnezeu: păgâni, recuperare și alcoolici anonimi (1995).  A fost membră a Asociației Americane de Psihologie, a Asociației Americane de Consiliere, a Asociației pentru Psihologie Transpersonală și a Academiei Americane de Religie .     
Fox a început să conducă ritualurile păgâne publice în 1971 și a făcut educație publică despre păgânism încă din 1973, în discuții și interviuri media publice. Ea a fost menționată și în publicațiile tipărite, inclusiv în revista People People în 1979 
Fox a activat în sectorul ce se ocupă de conservarea mediului, și a ajutat la organizarea primei Zile a Pământului pe 22 aprilie 1970, vorbind despre ecospiritualitate.        

## Cercul Sanctuar
Fox este fondatorul tradiției „Circle Craft” din religia wiccană. Alături de alții, a fondat și este directorul executiv al Circle Sanctuary, care este unul dintre cele mai vechi centre păgâne din America și bisericile Wiccane. Circle Sanctuary are sediul pe 200 de acre (0,81 km2) din Cercul Sanctuary Nature Preservation, fondată în 1983. Jurnalul trimestrial al Circle Sanctuary, Circle Magazine (anterior, Circle Network News) a fost publicat pentru prima dată în 1978 ca buletin informativ, apoi ca ziar în 1980, și în format revistă în 1997. Fox este, de asemenea, fondatorul Pagan Spirit Gathering, unul dintre cele mai vechi festivaluri ale Spiritualității Naturale din Statele Unite ale Americii. 
Fox a înființat, de asemenea, Circle Cemetery    în 1995, ce este un cimitir verde de 20 de acre pentru păgâni. 

## Advocarea libertății religioase
Fox a pledat pentru libertatea religioasă wiccană pentru adepții religioși din armată, inclusiv capul de lance (alături de americanii uniti pentru separarea bisericii și de stat ), includerea simbolului pentacul pe lista Departamentului Afacerilor Veteranilor din SUA cu embleme ale credinței care pot fi incluse pe markere, pietre funerare și plăci emise de guvern, onorând veteranii decedați.   
De asemenea, ea a pledat pentru un tratament egal al religiei în piața publică, inclusiv includerea unui pentacol într-o expoziție de sărbători la Green Bay, Primăria din Wisconsin  și în afișele din Capitolul de stat Wisconsin pentru săptămâna anuală de conștientizare interfaith, , precum și abordarea unor comentarii derogatorii făcute de Christina O'Donnell, candidata Senatului DOP, în timpul candidaturii sale.  

### Colaborator
- Rosemary Skinner Keller and Rosemary Radford Ruether, ed. (2006). Encyclopedia of Women and Religion in North America. Indiana University Press. ISBN 0253346851.  Rosemary Skinner Keller and Rosemary Radford Ruether, ed. (2006). Encyclopedia of Women and Religion in North America. Indiana University Press. ISBN 0253346851.  Rosemary Skinner Keller and Rosemary Radford Ruether, ed. (2006). Encyclopedia of Women and Religion in North America. Indiana University Press. ISBN 0253346851.
- J. Gordon Melton and Martin Baumann, ed. (2002). Religions of the World. ABC-CLIO, Inc. ISBN 159884203X.  J. Gordon Melton and Martin Baumann, ed. (2002). Religions of the World. ABC-CLIO, Inc. ISBN 159884203X.  J. Gordon Melton and Martin Baumann, ed. (2002). Religions of the World. ABC-CLIO, Inc. ISBN 159884203X.
- Shelley Rabinovitch & James Lewis, ed. (2002). The Encyclopedia of Modern Witchcraft and Neo-Paganism. Citadel Press. ISBN 0806524065.  Shelley Rabinovitch & James Lewis, ed. (2002). The Encyclopedia of Modern Witchcraft and Neo-Paganism. Citadel Press. ISBN 0806524065.  Shelley Rabinovitch & James Lewis, ed. (2002). The Encyclopedia of Modern Witchcraft and Neo-Paganism. Citadel Press. ISBN 0806524065.

### Periodica
- Ghid de cerc pentru resurse păgâne . Editor, director, 1979 - prezent, Publicații cerc.
- Revista Circle (fosta Circle Network News). Editor fondator, consilier, 1978 - prezent, Cercurile de publicații. [14]

### Cărți și articole
- Sărbătorirea anotimpurilor . Ghid on-line cu ritualuri, cântări, articole - www.circlesanctuary.org/index.php/education/celebrating-the-seasons.html
- Circle Magick Songs (1979) cu Jim Alan. Publicații cerc.
- Comuniunea Zeiței: ritualuri și meditații (1988). Publicații cerc.
- Ritualuri de vindecare planetară: meditații, ritualuri și rugăciuni pentru o lume mai sănătoasă (1991). Cercul Sanctuar.

### Inregistrări
- Podcast - uri Circle Craft - înregistrări de clase săptămânale, meditații și ritualuri la radio pe Internet la cercpodcasts.org
- Ritualul Peșterii Sacre - Selena Fox și Comunitatea de adunare a spiritului păgân, ritual cu scandare și meditație ghidată, 1995
- Călătorii magice - Selena Fox, meditație ghidată, 1981
- Songs of Pagan Folk - Jim Alan, Selena Fox and Friends, piese și cântece, 1980
- Circle Magick Music - Jim Alan și Selena Fox, cântece și cântări, 1976

## Notițe
1. ↑  Selena Fox's Website - Biography
2. ↑  Tanice G. Foltz (2000). „SOBER WITCHES AND GODDESS PRACTITIONERS: WOMEN'S SPIRITUALITY AND SOBRIETY”. Indiana University Northwest. Arhivat din original la 5 septembrie 2011. Accesat în 28 noiembrie 2008.
3. ↑  Eklund, Christopher (5 noiembrie 1979). „Witches Jim Alan and Selena Fox Let their Cauldron Bubble with Minimal Toil and Trouble”. People Magazine. Accesat în 16 noiembrie 2012.
4. ↑  "Circle Cemetery"
5. ↑  Turner Trice, Dawn (31 octombrie 2011). „Wiccan church honors dead in eco-friendly cemetery”. Chicago Tribune. Accesat în 16 noiembrie 2012.
6. ↑  Koerner, Liz (18 noiembrie 2010). „Natural Burials”. Wisconsin Public Television. Arhivat din original la 16 aprilie 2013. Accesat în 16 noiembrie 2012.
7. ↑  Banerjee, Neela (24 aprilie 2007). „Use of Wiccan Symbol on Veterans' Headstones Is Approved”. New York Times. Accesat în 16 noiembrie 2012.
8. ↑  Bull, Brian (28 mai 2007). „Wiccan Pentacles Grace Veterans' Markers”. Wisconsin Public Radio. Arhivat din original la 10 decembrie 2019. Accesat în 16 noiembrie 2012.
9. ↑  Moreno, Raul (10 aprilie 2006). „Wiccan Soldier's Widow Petitions for Recognition”. National Public Radio. Accesat în 16 noiembrie 2012.
10. ↑  Srubas, Paul (14 decembrie 2007). „Wiccan star shines over Green Bay City Hall manger scene”. Green Bay Press-Gazette. Accesat în 16 noiembrie 2012.[nefuncțională]
11. ↑  „Press Release: INTERFAITH ENCOUNTERS FOR A BETTER WORLD”. Interfaith Society. Accesat în 16 noiembrie 2012.
12. ↑  Ravitz, Jessica (22 septembrie 2010). „Wiccan: GOP candidate's witchcraft dabbling a teachable moment”. CNN. Arhivat din original la 2 noiembrie 2012. Accesat în 16 noiembrie 2012.
13. ↑  Stein, Sam (20 septembrie 2010). „Wiccan Community Upset With O'Donnell, Calls Witchcraft Comments 'Teaching Moment'”. Huffington Post. Accesat în 16 noiembrie 2012.
14. ↑  Krassner, Paul (24 august 2005). „Life Among the Neo-Pagans”. TheNation.com. The Nation. Accesat în 28 noiembrie 2008.